# سیارک ۷۳۷۷
سیارک ۷۳۷۷ (به انگلیسی: 7377 Pizzarello، نامگذاری:1981EW9) هفت هزار و سیصد و هفتاد و هفتمین سیارک کشف شده‌است که در ۱ مارس ۱۹۸۱ کشف شد.
قدر مطلق سیارک برابر ۱۰.۷ است.